# Rudolf Löwenstein
Rudolf Löwenstein (Breslavia, 20 febbraio 1819 – Berlino, 6 gennaio 1891) è stato uno scrittore tedesco.

## Biografia
Conseguì il dottorato di ricerca presso il ginnasio di Glogau e le università di Breslavia e Berlino e ricevette il dottorato di ricerca nel 1843.
Già nel 1836 alcune delle poesie di Löwenstein furono stampate nei diari della Slesia; e la sua reputazione fu stabilita dall'apparizione nel 1846 del suo Der Kindergarten, una raccolta di canzoni per bambini. Nel 1848 con David Kalisch e Ernst Dohm fondò il noto Kladderadatsch, di cui divenne uno dei principali redattori.
La rivoluzione del 1848 trovò Löwenstein dal lato liberale, e fu espulso dalla Prussia nel 1849 per la sua attività politica. Ritornato a Berlino nel 1850, riprese la direzione del Kladderadatsch e continuò in questa veste per 37 anni. Nel 1863 divenne direttore anche della parte politica del Gerichtszeitung. Nel 1887 si ritirò dalla vita pubblica.